# إنا لامونت ستيوارت
إنا لامونت ستيوارت (بالإنجليزية: Ena Lamont Stewart)‏ (10 فبراير 1912 - 9 فبراير 2006)؛ كاتِبة وشاعرة بريطانية.